# Пластинки (село)
Пластинки — село в Усманском районе Липецкой области России. Административный центр Пластинского сельсовета.

## География
Село находится в юго-восточной части Липецкой области, в лесостепной зоне, в пределах Окско-Донской равнины, на берегах реки Байгоры, вблизи места впадения в неё реки Усманка, на расстоянии примерно 26 км (по прямой) к северо-востоку от города Усмань, административного центра района. Абсолютная высота — 120 м над уровнем моря.
Климат
Климат умеренно континентальный с тёплым летом и умеренно холодной зимой. Среднегодовое количество осадков — 511 мм. Максимальное их количество выпадает в период с мая по октябрь. Средняя температура самого холодного месяца (января) составляет −9°С, самого тёплого (июля) — 20°С.
Часовой пояс
Село Пластинки, как и вся Липецкая область, находится в часовой зоне МСК (московское время). Смещение применяемого времени относительно UTC составляет +3:00.

## Население
| 2010 | 2011 |
| ---- | ---- |
| 516  | →516 |

Гендерный состав
По данным Всероссийской переписи населения 2010 года, в гендерной структуре населения мужчины составляли 45,3 %, женщины — соответственно 54,7 %.
Национальный состав
Согласно результатам переписи 2002 года, в национальной структуре населения русские составляли 95 % из 667 чел.

## Улицы
| - ул. Ждановская, - ул. Колхозная, - ул. Московская, - ул. Набережная, | - ул. Снежковская, - ул. Советская, - ул. Центральная. |

## Инфраструктура
В селе функционируют основная образовательная школа, детский сад, офис врача общей практики, отделение связи, дом культуры, библиотека и отделение Сбербанка.